# سرهی پرخون
سرهی پرخون (انگلیسی: Serhiy Perkhun; ۴ سپتامبر ۱۹۷۷ – ۲۸ اوت ۲۰۰۱) بازیکن فوتبال اهل اوکراین بود.
از باشگاه‌هایی که در آن بازی کرده‌است می‌توان به باشگاه فوتبال شریف تیراسپول، باشگاه فوتبال زسکا مسکو، و باشگاه فوتبال دنیپرو اشاره کرد.
وی همچنین در تیم‌های ملی فوتبال Ukraine national under-16 football team، زیر ۲۱ سال اوکراین، و اوکراین بازی کرده‌است.